# Nha Trang
Nha Trang è una città costiera capoluogo della provincia di Khanh Hoa nella regione della costa centro-meridionale del Vietnam. Nel XX secolo assunse il titolo di città, nel periodo di Indocina francese, divenendo il capoluogo della propria provincia.

## Geografia fisica
L'area metropolitana di Nha Trang si estende per circa 251 km². Affacciata sulla bella baia di Nha Trang, annoverata per due anni consecutivi tra le 29 più belle baie del mondo dalla rivista Travel + Leisure, la città è circondata sui restanti lati da monti. La presenza di isole montuose nel tratto di mare prospiciente la città la protegge dalle tempeste provenienti dal Mar Cinese Meridionale che potrebbero potenzialmente provocare danni.

### Clima
Nha Trang gode di un clima tropicale della savana (Aw secondo la classificazione dei climi di Köppen) con una lunga stagione secca da gennaio ad agosto ed una più corta stagione delle piogge da settembre a dicembre. Nha Trang è una popolare meta turistica, avendo un clima temperato e molte belle spiagge ed isolotti.

## Storia
Il medico svizzero Alexandre Yersin ha soggiornato in questa città per tanti anni e oggi qui vi è un museo a lui intitolato nonché la sua tomba. 
Ha ospitato inoltre la finale di Miss Universo del 2008.

## Monumenti e luoghi d'interesse

### Architetture religiose
La città è sede della diocesi di Nha Trang ed ospita la cattedrale di Cristo Re, edificio neogotico costruito nel 1928 al tempo dell'Indocina francese.

## Cultura

### Musei
La città ospita inoltre il celebre Istituto oceanografico di Nha Trang con il suo museo degli animali marini.

## Economia
L'economia Nha Trang è fortememte dipendente dal turismo. Nelle aree periferiche della città il settore dei cantieri navali contribuisce parecchio allo sviluppo dell'economia locale. La pesca e i servizi sono anch'essi importanti per la città.

## Infrastrutture e trasporti
L'aeroporto internazionale di Cam Ranh si trova a 40 km a sud di Nha Trang, nei pressi della località di Cam Ranh.